# Veľká nad Ipľom
Veľká nad Ipľom es un municipio del distrito de Lučenec, en la región de Banská Bystrica, Eslovaquia. Tiene una población estimada, a fines del año 2020, de 938 habitantes. 
Está ubicado en el centro-sur de la región, en el valle del río Ipoly —un afluente izquierdo del Danubio— y cerca de la frontera con Hungría.

## Demografía
| Año        | 1994 | 2004    | 2014    | 2024    |
| ---------- | ---- | ------- | ------- | ------- |
| Población  | 882  | 943     | 940     | 954     |
| Diferencia |      | +6,91 % | −0,31 % | +1,48 % |

| Año        | 2023 | 2024    |
| ---------- | ---- | ------- |
| Población  | 949  | 954     |
| Diferencia |      | +0,52 % |